# San Vigilio (Rom)
San Vigilio ist eine römisch-katholische Kirche und Titelkirche im Quartier Ardeatino in Rom an der Via Paolo di Dono.
Am 22. Mai 1968 wurde die Pfarrei mit dem Dekret Quotidianis curis von Kardinalvikar Angelo Dell’Acqua errichtet. Die Kirche wurde von 1983 bis 1993 erbaut. Sie erhielt das Patronat des heiligen Vigilius von Trient.

## Titelkirche
Am 28. November 2020 wurde die Kirche von Papst Franziskus zur Titelkirche erhoben. Ihr erster Kardinalpriester wurde Jose F. Advincula.